# Aureliu Ciocoi
Aureliu Ciocoi (n. 5 iunie 1968, Chișinău, RSS Moldovenească, URSS) este un diplomat și om politic moldovean, care a îndeplinit funcția de prim-ministru interimar al Republicii Moldova între 31 decembrie 2020-august 2021. El a fost ministru al afacerilor externe și integrării europene în Guvernul Ion Chicu (2019-2020) si din nou în noiembrie 2020-august 2021.

## Biografie
Aureliu Ciocoi s-a născut pe 5 iunie 1968 în orașul Chișinău, RSS Moldovenească, Uniunea Sovietică. Este căsătorit și are un copil. Vorbește fluent în română, rusă, engleză și germană iar franceza o vorbește la nivel de bază.

### Studii
Între anii 1975 și 1985 el a frecventat Școala medie nr. 11, din mun. Chișinău (actualmente Liceul „Ion Creangă”). Ulterior în perioada 1985-1992 a studiat la Universitatea de Stat din Moldova, Facultatea de Jurnalism și Comunicare. În anii 1992-1994 a făcut studii la București la Facultatea Relații Internaționale de la Școala Națională de Studii Politice și Administrative. 

### Experiență profesională
Și-a început cariera profesională în 1988 ca muncitor salahor la Editura Centrală din orașul Chișinău. În anii 1989-1992 a activat ca jurnalist în cadrul mai multor cotidiane.
A fost Ambasador al Republicii Moldova în Germania și Regatul Danemarcei în anii 2010-2015 (prin cumul).
A fost Ambasador al Republicii Moldova în Republica Populară Chineză în anii 2015-2017.
Pentru scurt timp a fost Ambasador al Republicii Moldova în SUA în anul 2017.
În anii 2017-2018 a fost Ambasador cu misiuni speciale în cadrul MAEIE.
În anii 2018-2019 a fost Consilier al Președintelui Igor Dodon în domeniul politicii externe. În anii 2019-2020 a fost Ministru al Afacerilor Externe și Integrării Europene în Guvernul Ion Chicu. Pe 31 decembrie 2020 devine Prim-ministru interimar ca urmare a demisiei lui Ion Chicu.
Din 7 aprilie 2022 este ambasadorul Republicii Moldova în Republica Federală Germania.